# 職務責任局
職務責任局（しょくむせきにんきょく、Office of Professional Responsibility、略称：OPR）は、アメリカ合衆国司法省（DOJ）の一部であり、DOJに雇用されている弁護士が職務上の不正行為や犯罪で告発された場合、その調査を担当する。

## 歴史
OPRは、1975年、ウォーターゲート事件で司法省高官による倫理的な職権乱用や重大な不正行為が発覚したことを受けて、当時のエドワード・レヴィ司法長官の命令により設立された。この命令は、「法律、規則、命令、または適用される行動基準に違反している可能性のある省の職員の行動に関するあらゆる情報を受け取り、確認する」ことをOPRに指示した。
1975年に発足して以来のOPRのトップを以下に示す。
- 1975 – 1997：マイク・シャヒーン
- 1998 – 2009：H・マーシャル・ジャレット
- 2009 – 2011：メアリー・パトリス・ブラウン（acting head）[3]
- 2011 – 2018：ロビン・C・アシュトン[4]
- 2018 – 2019：Corey R. Amundson [5]
- 2020 – 現在：ジェフリー・R・ラグスデール[6]（2019年9月から2020年5月までのacting head）

## 職務
OPRの主な職務は、DOJの弁護士が専門的な基準に従って職務を遂行することを保証することである。
OPRはDOJの弁護士の倫理的および犯罪的行為に関する独立した基準を公布し、DOJの監察総監室（Office of Inspector General: OIG）は弁護士ではないDOJ職員を管轄している。
OPRは、DOJの弁護士に対する不正行為の申し立てを多くの情報源から受け取っている。そのような申し立ての半分近くは、当事者である弁護士などのDOJ関係者からOPRに報告される。残りの苦情は、民間の弁護士、被告人、民事訴訟者、他の連邦機関、州や地方の政府関係者、司法および議会からの照会、メディアの報道など、様々な情報源から寄せられている。OPRは、司法機関による不正行為の認定を迅速に行っている。
OPRは、それぞれの申し立てを検討し、さらなる調査が必要かどうかを判断する。その決定は、申し立ての性質、明らかな信憑性、具体性、検証のしやすさ、申し立ての出処など、多くの要素を考慮して行う調査上の判断に委ねられている。調査を開始したからといって、違法行為があったと推定されたり、立証責任が被疑者に転嫁されたりすることはない。OPRの調査には様々な申し立てが含まれており、それに応じて調査方法も異なる。
多くの場合、OPRは被疑者である弁護士に通知し、回答書の提出を求める。時にはOPRは現地調査を行うこともある。OPRは、調査結果を関係部署の責任者と副検事総長室に報告する。また、OPRは、その結論を原告と被告の弁護士に通知する。